# Eating fetish
Een eating fetish ("eetfetisj", maar doorgaans wordt de Engelse term gebruikt) is een moeilijk te bedwingen neiging om veel te eten, of om een ander te zien eten, zodanig dat men er lust aan beleeft. Psychologische verklaringen variëren van het willen domineren van de omgeving tot juist een behoefte om te worden gedomineerd. Cultuurstudies zien er ook wel een problematische relatie in tussen het "ik" en de buitenwereld (het " niet-ik"). Er wordt wel verband gelegd met eetwedstrijden enerzijds en met boulimia anderzijds.
Extreme vormen van de eating fetish zijn onder meer:
- de neiging glas te eten, die wel bij sommige mensen schijnt te zijn waargenomen
- de behoefte mensenvlees te eten, of juist om zelf te worden opgegeten
- de (seksuele) behoefte menselijke excretie te eten.